# Karatigin
Karatigin o Karategin (Karatakon o Karatekin) és una regió de l'Àsia central al Tadjikistan, creuada pels rius Wakhsh o Surkhab (Kizil Su). La capital històrica és la ciutat de Garm.

## Història
Era un principat hefatlita amb capital a Kala Rasht (moderna Harm o Garm). Va formar una marca fronterera amb una muralla construïda per al-Fadl ibn Barmak. La regió no s'ha de confondre amb el país dels komedes o kumidjs, nom que els àrabs van donar a una regió més enllà de Rasht (Kumidh o Kumadh, en xinès Kiumi-t'o). Els sobirans locals van conservar el poder per segles. Fins al segle xiv només es coneix un emir, Djafar ibn Shamaniku, que governava en temps de Tamerlà.
Al segle xv la regió s'anomenava Kayir Tegin o Kayir Tigin. Segons l'etimologia popular el nom deriva del turc i vol dir "espina negra"; la població era kirguiz i uzbek. Al segle xix els sobirans del país pretenien descendir d'Alexandre el Gran igual que els de Badakhxan; en aquest temps eren vassalls del kanat de Kokand probablement des de 1834 sota Muhammad Ali Khan (1822-1842). Amb el kan Alim Khan, els habitants de Karatigin formaven la majoria del seu exèrcit. Malla Khan (1858-1862) va fer una campanya contra Karatigin, època en què era kan Muzaffar Khan després Muzaffar Shah, que després fou capturat el 1869 per forces de Bukharà i portat a aquesta ciutat captiu; per la mediació del governador general rus K. O. Von Kauffmann, Muzaffar fou restablert al seu principat, però a la seva mort el 1877 fou annexionat a Bukhara. Gent del país va participar en la lluita a Fergana contra els russos (1874-1876). La frontera entre Fergana i Karatigin fou definida per un tractat signat el 9 de setembre de 1876 entre M. D. Skobelew i un germà del sobirà de nom Sufi Khan.
Després de l'annexió va formar una província de 10.792 km² i 60.000 habitants (vers 1890) amb majoria tadjik. El primer europeu que va estar al país fou V. Oshanin el 1878. El territori va seguir la història del kanat de Bukharà fins a la formació de les repúbliques soviètiques de l'Àsia central. Va formar part de l'RSS del Tadjiskistan que el 1991 va esdevenir independent. Dins d'aquesta república soviètica va formar la regió (oblast) de Garm (vers 1924-1993) anomenada sovint Karategin i després Regió de Subordinació Republicana (tadjik: Ноҳияҳои тобеи ҷумҳурӣ, Nohiyahoi tobei jumhurī; rus: Районы республиканского подчинения, Rayonî respublikanskogo podchineniya).
A la guerra civil el Karategin (1992-1996) va estar al bàndol de l'oposició islàmica; els rebels van dominar Garm. La Regió de Subordinació Republicana està formada per tretze districtes sota direcció directe del govern de l'estat. Els districtes són:
- Tursunzoda (abans Regar)
- Shahrinaw
- Hisor
- Rudaki (abans Leninskiy)
- Varzob
- Vahdat (abans Kofarnihon)
- Faizobod
- Roghun
- Nurobod (Darband)
- Rasht (Gharm)
- Tavildara
- Tojikobod
- Jirgatol